# Mathew Nkhuwa
Mathew Nkhuwa (* 24. Januar 1954) ist ein sambischer Politiker der Patriotic Front (PF).

## Leben
Nkhuwa war nach einer Ausbildung als Automechaniker beschäftigt. Er absolvierte ferner einen Studiengang im Fach Projektmanagement, das er mit einem Bachelor of Arts (B.A. Project Management) abschloss, und war danach als Ingenieur tätig. Er wurde bei der Wahl am 11. August 2016 als Kandidat der Patriotic Front (PF) erstmals zum Mitglied der Nationalversammlung Sambias gewählt und vertritt den Wahlkreis Chingola. Nachdem er anschließend Mitglied des Ausschusses für Rechts- und Regierungsangelegenheiten, Menschenrechte, Gleichberechtigung und Kinderangelegenheiten der Nationalversammlung war, wurde er bereits im Oktober 2016 von Präsident Edgar Lungu als Minister für öffentliche Arbeiten und Versorgung in dessen Kabinett berufen. Damit wurde er Nachfolger von Ronald Kaoma Chitotela, der wiederum das Amt des Ministers für Wohnungsbau und Infrastrukturentwicklung übernahm.